# Gaius Julius Priscus
Gaius Julius Priscus (eerste helft van de 3e eeuw) was een Romeins veldheer, lid van de pretoriaanse garde tijdens Gordianus III en broer van Philippus I Arabs. 
Net als bij zijn broer is weinig bekend van zijn jeugdjaren. Hij werd geboren in de Romeinse provincie Syrië als zoon van Julius Marinus. In 242 werd Priscus lid van de pretoriaanse garde. Hij was degene die er bij Gordianus op aandrong om zijn broer aan te stellen als vervanger van Timesitheus, de vermoorde praefectus praetorio.
Toen na de moord op keizer Gordianus zijn broer Philippus de nieuwe keizer werd, kreeg Priscus als rector Orientis het gezag in het oostelijk deel van het Romeinse Rijk. Rond 248 echter braken opstanden uit als gevolg van het wrede wanbestuur van Priscus. De opstandige legioenen riepen Iotapianus uit als keizer, maar de opstand werd door Priscus neergeslagen.
Na de dood van zijn broer in de strijd tegen Trajanus Decius riep Priscus zichzelf in 249 uit tot keizer in de oostelijke provincies en hij wist deze positie enige tijd te handhaven. Hij sloot zich aan bij de Goten en, hoewel Priscus zelf spoedig werd gedood, wisten de Goten Decius' leger te verslaan, waarbij Decius en zijn zoon Herennius Etruscus in 251 om het leven kwamen.